# Cầu Tiszavirág
Cầu Tiszavirág (tiếng Hungary: Tiszavirág híd) là một cây cầu độc đáo dành cho người đi bộ và đi xe đạp, bắc qua sông Tisza ở Szolnok thuộc địa phận hạt Jász-Nagykun-Szolnok, miền Trung Hungary. Cây cầu này nặng 550 tấn với tổng chiều dài đạt 444 mét và chiều rộng đạt 5,8 mét. Đây là cây cầu đi bộ dài nhất ở Trung Âu. Công trình xây dựng này được đặt theo tên của loài phù du Tisza (hình mẫu cho vẻ ngoài của cây cầu).

## Lịch sử
Kinh phí xây dựng cầu Tiszavirág lên đến 2 tỷ HUF từ nguồn hỗ trợ của Liên minh châu Âu. Công việc xây dựng cầu bắt đầu diễn ra từ tháng 8 năm 2009. Vào ngày 21 tháng 1 năm 2011, cầu Tiszavirág chính thức được khánh thành trước sự chứng kiến của khoảng 2.000 người. Lễ khánh thành diễn ra tại đài tưởng niệm Chiến tranh Thế giới thứ nhất, bắt đầu lúc 3 giờ chiều. Giám mục của Vác - Beer Miklós đã cử hành lễ thánh hiến long trọng cho cây cầu này. Vào 5 giờ chiều, trên cầu có tổ chức bắn pháo hoa. Những người đầu tiên đi qua cầu còn có thể nhận một đoạn dây băng khánh thành để kỷ niệm.

## Hình ảnh

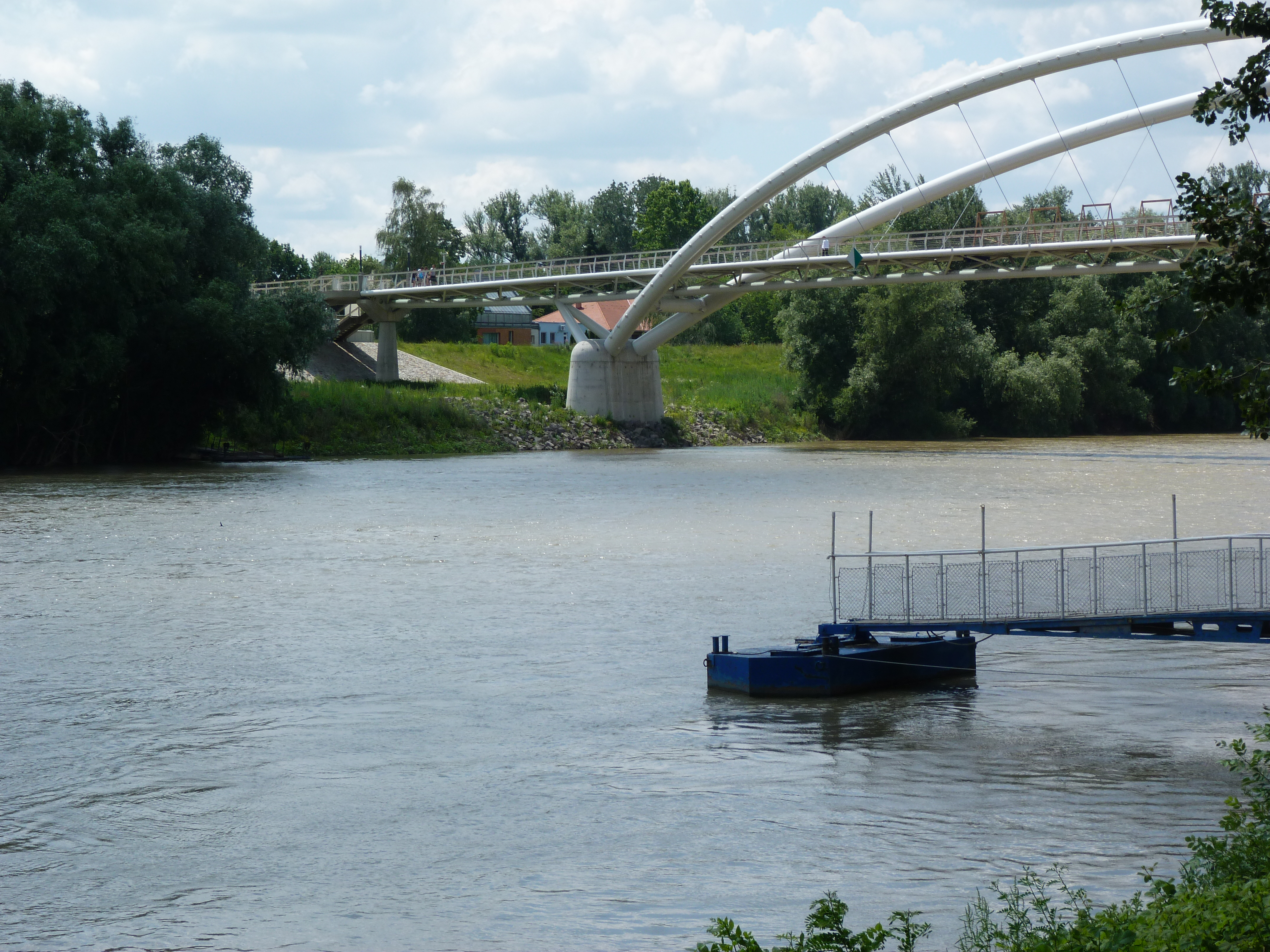
Sông Tisza (2012)
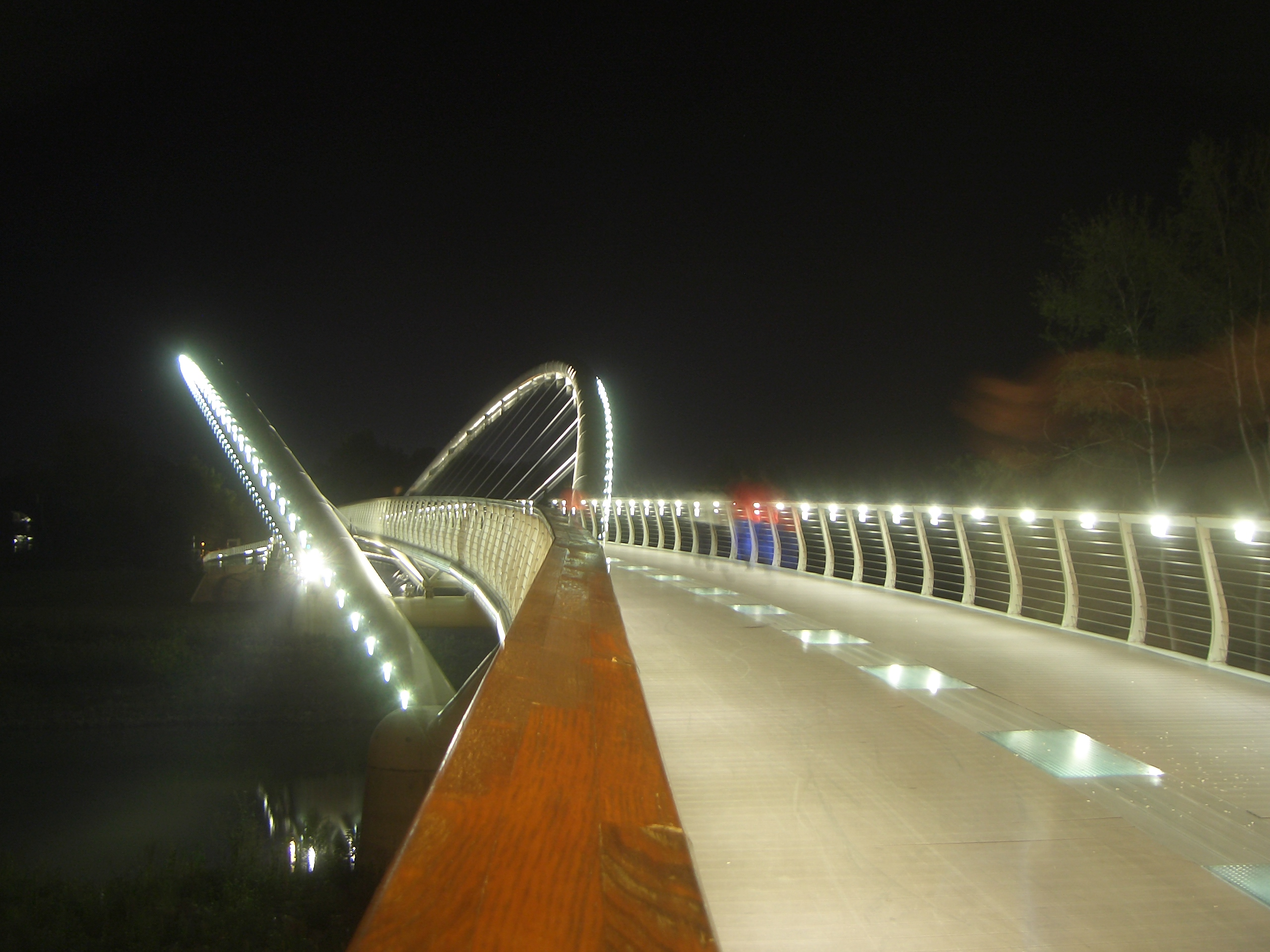
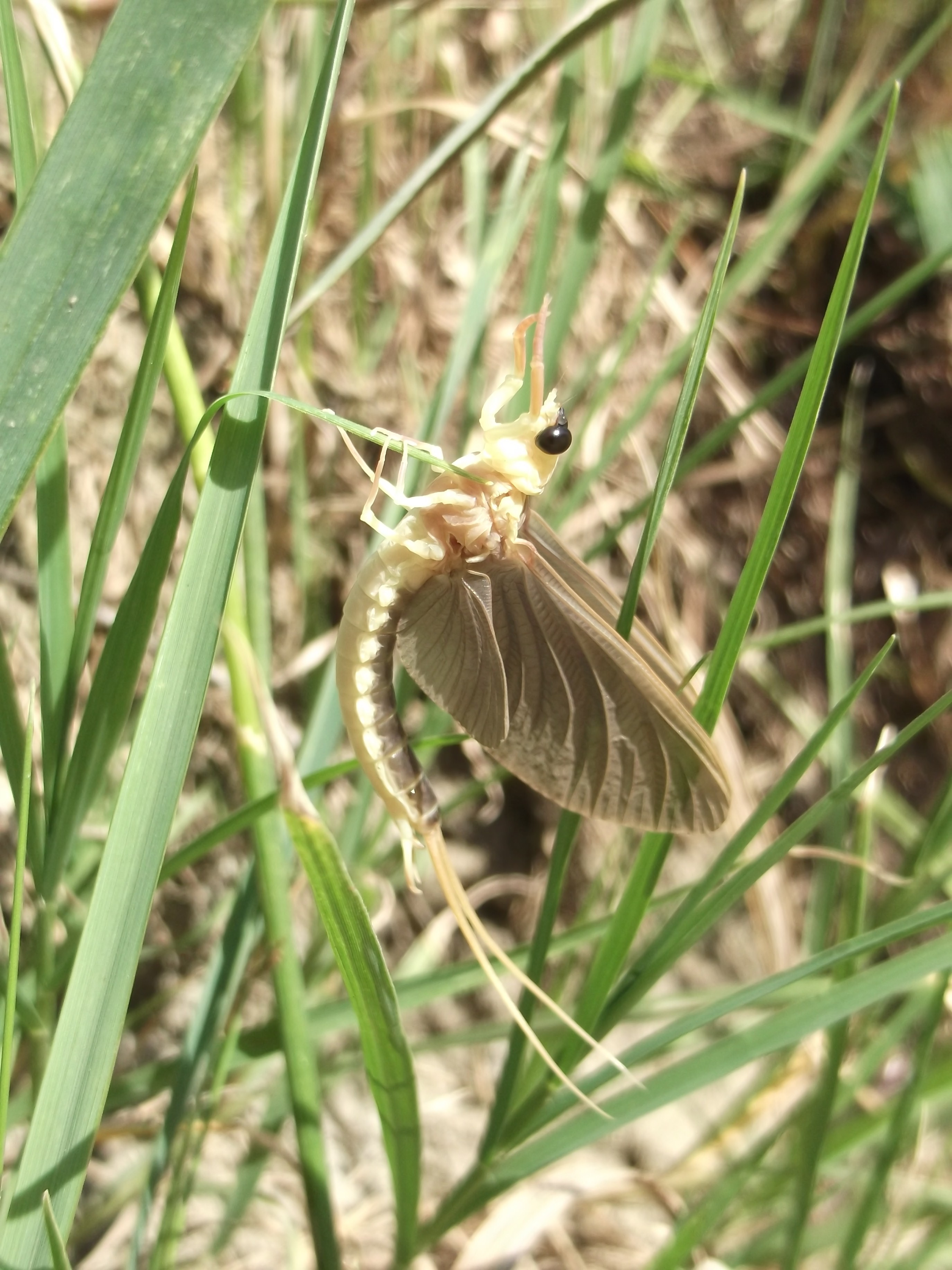
Phù du Tisza (Palingenia longicauda - hình mẫu cho vẻ ngoài của cây cầu)